# 约莉恩·德-霍尔
约莉恩·德-霍尔（法語：Jolien D'Hoore，1990年3月14日—）是一名比利时自行车运动员，她曾获得29个国内场地赛冠军和4个国内公路赛冠军。2012年，她首次参加奥运，最终获得自行车女子全能项目第五名。2015年赛季，德-霍尔和Wiggle–Honda俱乐部签约，在和该俱乐部签约的第一年里，她为队伍获得了13场比赛的冠军。2016年8月，德-霍尔第二次参加奥运，最终在自行车女子全能项目上获得铜牌。2017年4月，她参加了在香港举办的世界场地自行车锦标赛，首先她在12日进行的集体出发赛中获得了一枚铜牌，三天之后她又联同队友萝特·柯派奇在该届赛事新设立的女子麦迪逊赛上获得金牌，这是两人的首个世锦赛冠军。